# Cattleya schilleriana
Cattleya schilleriana Rchb.f. tem esse nome devido a sua aparição em coleções ter-se dado pela primeira vez, em 1857, em Hamburgo, na Alemanha, na coleção do cônsul de Schiller. Na ocasião, a planta havia sido levada da Bahia e, inicialmente, pensou-se ser um híbrido natural entre a Cattleya aclandiae Lindley e a Cattleya guttata Lindley (Cattleya tigrina). Mas, ainda no ano de 1857, a planta teve seu registro no Berliner Allgemeine Gartenzeitung, por Reichenbach...

## Habitat
Hoje considera-se extinta na natureza a Cattleya schilleriana, fato que nos leva a tomar muito cuidado no cultivo das plantas remanescentes, bem como na tentativa de reimplante nos possíveis habitats. Embora esteja descrito que a planta florescida na coleção do cônsul de Schiller tenha sido proveniente da Bahia, a Cattleya schilleriana foi endêmica do Espírito Santo, principalmente na Bacia do Rio Jucu, em uma altitude de 400 até 800 metros.
Neste habitat a planta encontrava condições de boa luminosidade e ventilação, com umidade relativa do ar elevada, principalmente à noite.

## Descrição
A Cattleya schilleriana é uma Cattleya bifoliada, que apresenta pseudobulbos de até 16 centímetros de comprimento por 1,5 centímetro de diâmetro (planta adulta), folhas elípticas de aproximadamente  10-12  centímetros de comprimento cada uma, por 3-5 centímetros de largura. É marcante nesta espécie a cor verde-violácea que possui em seus pseudobulbos e folhas, principalmente quando expostos ao sol. É considerada uma planta de duas florações ao ano e realmente isto não é raro, mas o mais comum é apenas uma floração na primavera, principalmente entre os meses de Setembro e Outubro. A floração se dá pelo ápice do pseudobulbo, através de uma bráctea, e normalmente a planta apresenta duas flores por pseudobulbo florido, podendo chegar até o número de 12 flores. A flor é carnuda, com sépalas de aproximadamente 5 centímetros de comprimento por 1,5 centímetro de diâmetro e pétalas um pouco menores, de cor marrom-esverdeado com máculas vermelho-escuras. O labelo que é a parte mais vistosa nesta espécie, pois atrai os insetos polinizadores para a planta, apresenta-se em forma discóide, com 2 a 4 centímetros de comprimento após sua base e de 4 a 12 centímetros de largura. A cor é amarelo ouro em sua base, seguido do branco com estrias púrpuras e no lobo terminal. Estas estrias púrpuras ficam quase íntegras, já sobre um fundo branco, causando um belissimo efeito. O fruto da Cattleya schilleriana tem aspecto e desenvolvimento semelhante às outras Cattleyas.

## Cultivo
Assumir a responsabilidade de cultivar, em casa, planta que já se encontra praticamente extinta na natureza não é uma das tarefas mais confortáveis, pois não devemos nos dar ao luxo de "aprendermos com perdas".
A planta cultivada em substrato duro, tais como cascas de peroba, xaxim duro, galhos de árvore, entre outros, adapta-se muito bem, mas sofre bastante quando na ocasião do seu replantio, devendo este ser feito com muito critério e sempre após a floração, quando a planta começa a emitir novas raízes. A não observação deste item pode condenar a planta definitivamente.
A luminosidade considerada ideal no orquidário é de 60% de sombra e o local, se possível, deve ter uma umidade relativa do ar alta, sendo também bem ventilado. As regas devem ser feitas sempre no período do entardecer, favorecendo a absorção da água pela planta. E, se a planta se encontra sobre um substrato duro, este secará com mais facilidade, podendo receber nova rega após estar completamente seco.
Cuidados com adubação, prevenção e tratamento de doenças devem ser tomados de acordo com o substrato escolhido, fase de desenvolvimento da planta e até da doença a que está mais predisposta.
Como observação sobre doenças, posso dizer que as Cattleyas schilleriana são as orquídeas preferidas dos Tenthecoris bicolor pois certa vez num orquidário teve um ataque deles e, por mais plantas que tivesse lá, eles se concentraram apenas na Cattleya schilleriana.

## Variedades
A descrição de variedades de Cattleya schilleriana não é fácil. Embora tenham sido descritas diversas variedades além da tipo, acredita-se que algumas possam ser híbridos primários com outras espécies e outras já estão desaparecidas, por terem sido plantas únicas.
Dentre as variedades descritas, encontramos as seguintes:
- Amaliana (Linden) - Pétalas e sépalas marrom-escuras com poucas ou raras máculas, e labelo com raias rosa-intenso.
- Concolor (Hooker) - Sépalas e pétalas em marrom-púrpura-escuras, sem máculas e labelo com raias púrpuras e margem branca usual.
- Dulcotensis (Hort. Ex O'Brien) - Sépalas e pétalas em marrom tendendo ao rosa com máculas rubras, o labelo em uma cor uniforme em vermelho, sem o branco na margem.
- Caerulea - Pétalas e sépalas verdes com máculas rubras. Labelo com raias róseas tendendo ao caeruleo com fundo branco.
- Trilabelo - Planta com pétalas com cores e raias semelhantes ao labelo e sépalas em marrom com máculas rubras, conforme normal da espécie. Uma única planta descrita e documentada foi denominada por alguns autores como variedade memória Roberto Kautsky (Pabst e Dungs).

Outras variedades descritas foram: Autocotensis; Haray; Lowii; Pitt; Regnelli e Superba.
A influência da Cattleya schilleriana em cruzamentos pode facilmente ser percebida na planta resultante devido à forte influência no labelo da espécie. Temos descritas as seguintes variedades híbridas naturais de Cattleya schilleriana:
- Cattleya whitey - cruzamento com Cattleya warneri Moore.
- Cattleya frankeana - cruzamento com Cattleya velutina Rchb.f.
- Cattleya lucieniana e Cattleya pittiae - cruzamento com Cattleya harrissoniana Bateman ex Lindley.
- Cattleya resplendens - cruzamento com Cattleya schofieldiana Rchb.f.

"Se continuar a destruição dos habitats das orquídeas, um dia não teremos mais como reintroduzi-las ao seu habitat mas, neste dia, talvez este não seja o maior problema dos homens"